# 新標準艦隊
新標準艦隊（The New Standard Fleet）は、イギリス海軍の海軍力整備構想。海軍休日明けの無条約時代に向け策定され、第二次世界大戦勃発によって中途で立ち消えとなったが、建造された艦艇には大戦中活躍したものが数多くあり、イギリス建艦史上重要な軍備計画である。

## 前段
ワシントン海軍軍縮条約に伴う海軍休日は欧州に一時の平穏をもたらしたが、ドイツ海軍がポケット戦艦『ドイッチュラント』を建造したことを皮切りに、ロンドン海軍軍縮条約の主力艦建造延期条項や各種補助艦に関する規定に参加しなかったフランス・イタリア両国が対抗艦となる新戦艦の建造や大改装に着手し、三国間で建艦競争が勃発した。
さらに1935年、再軍備宣言によってベルサイユ体制を打破したナチス・ドイツの膨張を抑えるために英独海軍協定が締結されたが、この協定はドイツ海軍にイギリス海軍の35％に相当する保有量を認めたものであり、締結時点の戦力から考えれば大幅な増強を追認したものと見ることもできた。後にはZ計画によって更なる膨張も企図しており、建艦競争は激化の一途を辿ろうとしていたが、ロンドン条約によって早くとも1937年まではイギリスは新戦艦の起工ができず、競争を傍観するしかない立場にあった。
海軍休日明けまでに起工、大改装された主力艦
- ドイツ

1929年：ドイッチュラント
1931年：アドミラル・シェーア
1932年：アドミラル・グラーフ・シュペー
1934年：シャルンホルスト、グナイゼナウ
1936年：ビスマルク、ティルピッツ
- フランス

1932年：ダンケルク
1934年：ストラスブール
1935年：リシュリュー
- イタリア

1933年：コンテ・ディ・カブール（大改装着手）、ジュリオ・チェザーレ（同）
1934年：ヴィットリオ・ヴェネト、リットリオ

## 立案
この状況に対応するため、1936年2月、イギリスは1945年までの10カ年計画として「新標準艦隊」を以下の内容で構想・立案した。
| 艦種                 | 1936 | 1937 | 1938 | 1939 | 1940 | 1941 | 1942 | 1943 | 1944 | 1945 | 合計         |
| -------------------- | ---- | ---- | ---- | ---- | ---- | ---- | ---- | ---- | ---- | ---- | ------------ |
| 戦艦                 | 2    | 3    | 2    | 3    | 2    | 2    | 2    | 1    | 1    | -    | 18隻         |
| 空母（艦隊用）       | 1    | 1    | 1    | 1    | 1    | 1    | 1    | -    | 1    | -    | 8隻          |
| 空母（通商路保護用） | 1    | 1    | -    | 1    | 1    | -    | -    | -    | -    | -    | 4隻          |
| 重巡洋艦             | -    | -    | -    | -    | -    | -    | -    | -    | 3    | 5    | 8隻          |
| 軽巡洋艦（大型）     | 2    | 5    | 5    | 5    | 5    | 5    | 4    | 4    | 2    | -    | 37隻         |
| 軽巡洋艦（小型）     | 5    | 2    | 2    | 2    | 2    | 1    | 2    | 2    | -    | -    | 18隻         |
| 高速敷設艦           | -    | 1    | -    | -    | -    | -    | -    | 1    | -    | -    | 2隻          |
| 駆逐隊（大型・8隻）  | 1    | 1    | 1    | -    | -    | -    | -    | -    | -    | -    | 3個隊・24隻  |
| 駆逐隊（通常・9隻）  | 1    | 1    | 1    | 1    | 1    | 1    | 1    | 1    | 1    | 1    | 10個隊・90隻 |
| スループ（防空用）   | -    | 1    | -    | 1    | 1    | -    | -    | -    | -    | -    | 3隻          |
| スループ（掃海用）   | 5    | 4    | 5    | 4    | 5    | 4    | 5    | 3    | 2    | 2    | 39隻         |
| スループ（沿岸用）   | 1    | 2    | 2    | 2    | 2    | 2    | 2    | -    | -    | -    | 13隻         |

1937年4月の時点で、本構想に基づくイギリス艦隊は
戦艦20隻
航空母艦15隻（内3隻は予備艦）
巡洋艦100隻
駆逐隊22隊（1隊8～9隻）
潜水艦82隻
から成り、1944～45年の時点では主力艦20隻の内10隻が新戦艦で占められることになっていた。
無条約時代以降、イギリスが主要な仮想敵としたのは日独両国であるが、同時期に策定された日本の第三次国防方針やドイツのZ計画と比較すると、各国の戦略構想が垣間見え興味深い。
| 艦種           | イギリス | 日本 | ドイツ |
| -------------- | -------- | ---- | ------ |
| 戦艦・巡洋戦艦 | 20隻     | 12隻 | 13隻   |
| 航空母艦       | 15隻     | 10隻 | 4隻    |
| 重巡・装甲艦   | 100隻    | 20隻 | 16隻   |
| 軽巡洋艦       | 100隻    | 21隻 | 45隻   |
| 駆逐艦・水雷艇 | 193隻    | 96隻 | 158隻  |
| 潜水艦         | 82隻     | 70隻 | 249隻  |

※ ただし日本は一線級兵力のみ。
イギリス海軍は両国の配備戦力に対し、本国艦隊と極東艦隊に戦力を2分して相対する構想だったが、1944年頃の想定として彼我戦力を以下のように分析している。
欧州方面
- 本国艦隊 - 主力艦10隻、他

ライオン級×2、キング・ジョージ5世級×5、フッド、レナウン級×2
- ドイツ大洋艦隊 - 主力艦10隻、他

H級×3、ビスマルク級×2、シャルンホルスト級×2、ドイッチュラント級×3
極東方面
- 東洋艦隊 - 主力艦12隻、他

ライオン級×2、ネルソン級×2、クイーン・エリザベス級×5、ロイヤル・ソヴェリン級×3
- 日本連合艦隊 - 主力艦16隻、他

新戦艦×4、新巡洋戦艦×2、長門型×2、扶桑型×4、金剛型×4

## 実行

### 1936年度計画
- 戦艦×2 - キング・ジョージ5世、プリンス・オブ・ウェールズ
- 航空母艦×2 - イラストリアス、ヴィクトリアス
- 軽巡洋艦（大型）×2 - ベルファスト、エディンバラ
- 軽巡洋艦（小型）×5 - ダイドー、ユーライアラス、ナイアド、フィービ、シリウス
- 駆逐艦（大型）×9 - トライバル級
- 駆逐艦（通常）×8 - J級
- 潜水艦×8
- スループ×2 - ブラック・スワン級

特筆すべきは戦艦キング・ジョージ5世級で、激化する建艦競争に対応するため一刻も早い戦力化が求められた。そのため第二次ロンドン条約のエスカレーター条項を適用すれば16インチ砲が採用できた可能性を待てずに規定通りの14インチ砲で忍び、無条約時代突入のまさに当日、1937年1月1日に第1艦が起工されたのである。

### 1937年度計画
- 戦艦×3 - デューク・オブ・ヨーク、アンソン、ハウ
- 航空母艦×2 - フォーミダブル、インドミタブル
- 軽巡洋艦（大型）×5 - フィジー、ケニア、モーリシャス、ナイジェリア、トリニダード
- 軽巡洋艦（小型）×2 - ボナヴェンチャー、ハーマイオニー
- 駆逐艦（通常）×16 - K級×8、L級×8
- 潜水艦×7 - T級
- スループ×3 - ギレモット級

本年以降建造された軽巡洋艦は、第二次ロンドン条約の制限に従っている。このため「大型」とはいいながら、排水量は8,000トンに留まった。

### 1938年度計画
- 戦艦×2 - ライオン、テメレーア
- 航空母艦×1 - インプラカブル
- 軽巡洋艦（大型）×4 - セイロン、ガンビア、ジャマイカ、ウガンダ
- 軽巡洋艦（小型）×3 - カリブディス、クレオパトラ、シラ
- 高速敷設艦×3 - アブディール、ラトナ、マンクスマン
- 航空工作艦×1 - ユニコーン
- 潜水艦×3

本年は駆逐艦が計画されなかったが、代わりに高速敷設艦と航空工作艦という、2種の非常に特色ある艦が登場している。いずれもイギリス以外保有しなかった艦種である。

### 1939年度計画
1936～38年度に渡る3カ年の実績を踏まえ、構想の見直しが行われた。1939～41年度に渡る次の3カ年計画について、1938年11月に取りまとめられた構想では
- 戦艦×4 - 1939年度2隻、40・41年度各1隻
- 航空母艦×2 - 1939・41年度各1隻
- 巡洋艦×12 - 1939年度4隻（フィジー級）、40年度4隻（新大型2隻、ダイドー級2隻）、41年度4隻（新大型）
- 駆逐艦×24 - 各年度1個隊（L型）
- 高速敷設艦×1 - 1939年度
- 潜水艦×10 - 1939年度4隻、40・41年度各3隻
- スループ×3 - 1939年度3隻（ブラック・スワン級）
- 護衛艦×36 - 1939年度20隻（ハント級）、40年度10隻（同）、41年度6隻（同）

等が提示され、前期3カ年にて一定の新鋭艦充足を見たことで、ややペースを落とすものであった。
実績
- 戦艦×2 - サンダラー、コンカラー
- 航空母艦×1 - インディファティガブル
- 軽巡洋艦（大型）×2 ※大戦勃発に伴い、建艦スケジュール調整のためキャンセル。
- 高速敷設艦×1 - ウェルシュマン
- 駆逐艦×16 - M級×8、N級×8
- 護衛艦×20 - ハント級
- 潜水艦×4 - 改S級
- 病院船×1
- 河用砲艦×2
- スループ×4 - ブラック・スワン級 ※内2隻インド海軍向け
- 他に王室ヨット1隻が計画された。

### 1940年度計画
1939年7月初旬、次年度たる1940年度計画の策定が行われた。すでにナチス・ドイツの脅威が顕在化しており、一朝事あらば開戦をも辞さない覚悟を固めていたイギリスは前年度の方針から転換し、海軍力増強へと舵をきるものになった。
- 戦艦×3 - ライオン級×2、新高速戦艦（15インチ砲）×1

ライオン級は42ヶ月、新高速戦艦は36ヶ月での完成を予定。
- 航空母艦×1～2 - インプラカブル級
- 巡洋艦×7～9 - フィジー級またはダイドー級
- 高速敷設艦×2 - アブディール級
- 駆逐艦×16（2個戦隊） - K級または新型
- 護衛艦×4 - ハント級
- スループ×4 - ブラック・スワン級
- 各種母艦×2

新高速戦艦は、日本が建造すると想定した新巡洋戦艦へのカウンターパートとして計画された、R級戦艦の主砲塔を転用した3万8,000～4万トン級である。また本艦は、当時世界の一つの潮流であった中型戦艦に対するイギリスの回答でもある。各国が建造もしくは計画した3万トン余、12インチ級砲の「巡洋戦艦」「大型巡洋艦」に対して、イギリスが用意しようとしたのは4万トン弱、15インチ砲だが転用によってコストを抑えた「戦艦」だった。イギリス海軍では他国のような12インチ級搭載艦の整備構想が本格的に練られた形跡はなく、旧式艦退役に伴い大量に発生する15インチ連装砲塔の有効活用という側面もあり、かなり早い段階で本案の骨子は固まっていたようである（上記1937年の戦力想定においてすでに言及がある）。後にイギリス最後の戦艦『ヴァンガード』として結実するこのプランは、戦前それも無条約時代に入ってすぐの時点ですでに存在していたのである。

## 大戦の勃発
1939年9月1日、ドイツのポーランド侵攻により第二次世界大戦が勃発し、イギリスは戦時体制に移行した。当然建艦計画もまた戦時計画に移行し、従前の計画の幾つかには修正も加えられた。

### 第1次戦時計画
1939年度戦時新造計画（1939 War New Construction Programme）、1939年10月3日策定、建造費総額5,025万8,000ポンド。
- 軽巡洋艦×8 - フィジー級×2、ダイドー級×6

バーミューダ、ニューファンドランド、アルゴノート、ベローナ、ブラック・プリンス、ダイアデム、ロイヤリスト、スパルタン
- 駆逐艦×16 - O級×8、P級×8
- 護衛艦×16 - ハント級
- 潜水艦×19 - T級×7、U級×12
- 哨戒艦×60 - フラワー級 ※内10隻カナダ海軍向け
- 掃海艇×10
- トローラー×20 - 対潜哨戒用
- 急設網艦×11
- 魚雷艇×18
- 駆潜艇×33
- 哨戒艇×24

同時にブラジル向けに建造中だったH級駆逐艦6隻や、スウェーデン、ノルウェー、ポーランド向けの魚雷艇を徴発し、艦籍に加えた。
戦艦ライオンとテメレーアについては建造を1年中断、サンダラーとコンカラーについては起工を1年延期とした。これら諸艦が正式にキャンセルされたのは、大戦終結後の1945年10月である。後述するが、イギリス海軍は最後まで新戦艦の建造にこだわっていた。
1939年度計画中、フィジー級巡洋艦2隻、S級潜水艦4隻、水雷母艦1隻、病院船1隻他、1525万ポンド分がキャンセルされた。よって建造費の純増分は3,500万8,000ポンドとなる。

### 第2次戦時計画
1940年度新造計画（New Construction Programme 1940）、1940年3月2日策定、建造費総額6,312万ポンド
- 戦艦×1 - ヴァンガード（850万ポンド）
- モニター×1 - ロバーツ（110万ポンド）
- 駆逐艦×16 - Q級、R級（930万ポンド）
- 護衛駆逐艦×34 - ハント級×30、ブラック・スワン級×4（1,440万ポンド） ※ハント級×24、ブラック・スワン級×10にて発注
- コルベット×30 - フラワー級（339万ポンド） ※内6隻キャンセル
- 潜水艦×16 - S級×6、U級×10（680万ポンド）
- 掃海艇×12 - （183万ポンド）
- 急設網艦×10 - （80万ポンド）
- トローラー×100 - （700万ポンド）
- 各種小艦艇 - （1000万ポンド）

### 第3次戦時計画
1940年度補正計画（Supplementaly New Construction Programme 1940）、1940年10月9日策定、建造費総額6,042万ポンド
- 航空母艦×1 - イリジスティブル[注 11]（515万ポンド）
- 軽巡洋艦×4 - （1,060万ポンド）
- 駆逐艦×16 - （930万ポンド）
- スループ×14 - ブラック・スワン級（616万ポンド）
- コルベット×30 - （360万ポンド）
- 掃海艇×20 - （300万ポンド）
- トローラー×8 - （56万ポンド）
- 急設網艦×4 - （32万ポンド）
- 潜水艦×14 - ポーパス級×3、T級×3、S級×8（629万ポンド）
- 揚陸艇×65 - （53万ポンド）
- SGB×50 - （50万ポンド） ※対Eボート用
- 小型掃海艇×60 - （125万ポンド）

### 第3次戦時計画修正
1940年度補正計画修正（Revised Estimates for the Supplementary Programme of New Construction 1940）、1941年4月20日策定、建造費総額7,388万ポンド
- 航空母艦×1 - イリジスティブル（525万ポンド）
- 重巡洋艦×4 - アドミラル級（1,400万ポンド）

ベンボウ、ブレイク、エッフィンガム、ホーク
- 駆逐艦×16 - S級×8、T級×8（930万ポンド）
- スループ×14 - （630万ポンド）
- コルベット×30 - （914万ポンド）
- 掃海艇×20 - （476万ポンド）
- トローラー×6 - （42万ポンド）
- 急設網艦×4 - （34万ポンド）
- 潜水艦×14 - ポーパス級×3、T級×4、U級×7（652万ポンド）
- 揚陸艇×65 - （53万ポンド）
- 砲艇×9 - SGB=Steam Gun Boat（90万ポンド）
- 砲艇×47 - MGB=Motor Gun Boat（308万ポンド）
- 小型掃海艇×60 - （198万ポンド）
- 戦車揚陸艇×65 - （260万ポンド）

重巡洋艦は当初計画の軽巡に替えて構想された。1万6500トン、8インチ砲9門、4インチ高角砲16門他、32.25ノットの大型艦。1942年初頭の発注（1943年初頭起工）を予定されたが、1942年8月キャンセルとなった。

### 第4次戦時計画
1941年度新造計画（New Construction Programme 1941）、1941年4月20日策定、建造費総額8,523万5,000ポンド
- モニター×1 - アバークロンビー（110万ポンド）
- 軽巡洋艦×3 - フィジー級（825万ポンド）

スウィフトシュア、ベレロフォン、マイノーター
- 高速敷設艦×2 - アブディール級（200万ポンド）

アポロ、アリアドネ
- 駆逐艦×40 - U級×8、V級×8、W級×8、Z級×8、Ca級×8（2,480万ポンド）
- スループ×14 - ブラック・スワン級（630万ポンド） ※内2隻インド海軍向け
- コルベット×19 - （619万ポンド）
- 潜水艦×36 - ポーパス級×2、S級×16、T級×18（1,745万ポンド）
- 掃海艇×15 - （375万ポンド）
- トローラー×9 - （58万5,000ポンド）
- 魚雷艇×32 - （224万ポンド）
- ランチ×32 - （76万8,000ポンド）
- 港湾警備艇×72 - （135万8,000ポンド）
- 急設網艦×1 - （8万5,000ポンド）
- 戦車揚陸艦×3 - （130万ポンド）
- 戦車揚陸艇×120 - （600万ポンド）
- 揚陸艇×100 - （66万4,000ポンド）
- 救難艦×4 - （60万ポンド）
- 曳船×12 - （94万ポンド）
- 浮ドック×1 - （18万ポンド）
- その他小艦艇×13 - （67万5,000ポンド）

### 潜水艦建造計画修正
1941年8月22日策定。従来までの計画で計上された各種合計74隻を修正し、76隻に再編した。
| 艦級   | 修正前 | 修正後 | 差分   |
| ------ | ------ | ------ | ------ |
| S級    | 30隻   | 22隻   | 8隻減  |
| T級    | 27隻   | 30隻   | 3隻増  |
| U級    | 12隻   | 24隻   | 12隻増 |
| 機雷潜 | 5隻    | 0隻    | 5隻減  |

この修正により、870万ポンドが節約された。

### 第5次戦時計画
1941年度補正計画（Supplementary New Construction Programme 1941）、1941年11月20日策定、建造費総額2,655万ポンド
- 軽巡洋艦×3 - 改フィジー級（825万ポンド）

ディフェンス、シュパーブ、ベレロフォン
- コルベット×7 - （96万ポンド）
- 港湾警備艇×40 - （54万ポンド）
- 砲艇×116 - D型×60、B型×48、MGB×8（608万4,000ポンド）
- 掃海艇×66 - （217万8,000ポンド）
- 強襲揚陸艇×20 - （7万ポンド）
- 揚陸支援艇×20 - （20万ポンド）
- 戦車揚陸艇×127 - （659万ポンド） ※内7隻インドで建造
- "Z"艇×22 - （59万4,000ポンド）
- 曳船×2 - （15万ポンド）
- 救難艦×3 - （36万6,000ポンド）
- 浮ドック×1 - （25万ポンド）

### 第6次戦時計画
1942年度新造計画（New Construction Programme 1942）、1942年4月21日策定、建造費総額1億3,370万ポンド
- 航空母艦×2 - オーディシャス級（1,140万ポンド）

オーディシャス、イーグル
- 軽空母×4 - コロッサス級（720万ポンド）

コロッサス、パーシュース、グローリー、パイオニア
- 軽巡洋艦×6 - 改フィジー級（1650万ポンド）

ブレイク、他5隻
- 駆逐艦（大型）×16 - バトル級（1,360万ポンド）
- 駆逐艦（通常）×26 - Ch級×8、Co級×8、Cr級×8、Ce級（後にウェポン級）×2（1,750万ポンド）
- スループ×2 - （100万ポンド）
- コルベット（大型）×21 - リバー級（630万ポンド）
- コルベット（通常）×10 - フラワー級（137万ポンド）
- 掃海艇×20 - （500万ポンド）
- 小型掃海艇×80 - （424万ポンド）
- 潜水艦×40 - S級×8、T級×16、U級×16（1,660万ポンド）
- 敷設艦×2 - （16万ポンド）
- トローラー×43 - （250万ポンド） ※内6隻ブラジルで建造
- 砲艇×106 - D型×48、B型×40、MTB×8、SGB×10（600万ポンド）
- 港湾警備艇×64 - （86万5,000ポンド）
- 魚雷艇母艦×2 - （148万ポンド）
- 急設網艦×1 - （10万ポンド）
- 戦車揚陸艇×200 - （1,040万ポンド）
- 中型揚陸艇×60 - （50万ポンド）
- 強襲揚陸艇×150 - （60万ポンド）
- 揚陸支援艇×12 - （12万ポンド）
- 救難曳船×9 - （67万5,000ポンド）
- 救難艇×3 - （36万5,000ポンド）
- 工作艦×1 - （200万ポンド）
- 水雷母艦×2 - （350万ポンド）
- 電纜敷設艦×1 - （17万5,000ポンド）
- BYMS×35 - （355万ポンド） ※カナダで建造

### 第6次戦時計画修正・追加
1942年7月
- 軽空母×9 - コロッサス級（1,620万ポンド）

オーシャン、シーシュース、トライアンフ、ヴェネラブル、ヴェンジャンス、ウォーリア、ハーキュリーズ、マジェスティック、レヴィアタン
- コルベット（大型）×17 - リバー級（510万ポンド）
- コルベット（通常）×17 - フラワー級（233万ポンド）

同 キャンセル
- 巡洋艦×4 - （1,100万ポンド）
- 敷設艦×1 - （25万ポンド）
- コルベット（大型）×21 - リバー級（630万ポンド）
- コルベット（通常）×10 - フラワー級（137万ポンド）

1942年9月
- 軽空母×3 - コロッサス級[注 14]（540万ポンド）

マグニフィセント、パワフル、テリブル
- 巡洋艦×1 - 改フィジー級（275万ポンド）

ホーク
1942年10月23日
- 潜水艦×12 - U級×8、S級×4（324万ポンド）

1942年10月26日
- コルベット（大型）×83 - リバー級（2,282万5,000ポンド）
- コルベット（通常）×45 - フラワー級（720万ポンド）

### 第7次戦時計画
1943年度新造計画（New Construction Programme 1943）、1943年3月20日策定、建造費総額2億306万5,000ポンド
- 航空母艦×4 - ジブラルタル級（2,600万ポンド）

ジブラルタル、マルタ、ニュー・ジーランド、アフリカ
- 軽空母×8 - ハーミーズ級（2,000万ポンド）

ハーミーズ、セントー、アルビオン、ブルワーク、エレファント、アロガント、モンマス、ポリフェマス
- 駆逐艦（大型）×26 - バトル級（2,210万ポンド）
- 駆逐艦（通常）×17 - ウェポン級（11,47万5,000ポンド）
- 潜水艦×50 - S級×4、U級×10、新型×36（1,861万ポンド）
- フリゲート×113 - （3,107万5,000ポンド）
- コルベット×80 - キャッスル級（1,570万ポンド）
- 掃海艇×39 - （1,100万ポンド）
- トローラー×27 - （158万4,000ポンド）
- 魚雷艇×16 - （77万ポンド）
- 砲艇×174 - MGB×46、B型×70、D型×58（820万8,000ポンド）
- 小型掃海艇×40 - （232万ポンド）
- 港湾警備艇×80 - （112万2,000ポンド）
- 急設網艦×18 - （158万ポンド）
- 浮ドック×1 - （200万ポンド）
- 強襲揚陸艇×536 - （200万ポンド）
- 揚陸支援艇×101 - （41万6,000ポンド）
- 戦車揚陸艇×50 - （1968万8,000ポンド）
- 揚陸艇（機械化）×50 - （41万5,000ポンド）
- 電纜敷設船×4 - （70万ポンド）
- 救難艇×4 - （72万ポンド）
- 特殊船×4 - （40万ポンド）
- 曳船×10 - （88万ポンド）
- 各種小艦艇 - （423万2,000ポンド）

### 第7次戦時計画追加
1943年12月2日策定、建造費総額2,087万4,000ポンド

各種揚陸艦艇の大量追加が行われ、代償に一部潜水艦がキャンセルされた。
- 潜水艦×6 - A級（253万2,000ポンド）
- 揚陸艇（機械化）×150 - （82万5,000ポンド）
- 強襲揚陸艇×350 - （98万4,000ポンド）
- 戦車揚陸艇×160 - （758万ポンド）
- 揚陸艇（火力支援）×90 - （528万7,000ポンド）
- 揚陸支援艇×30 - （17万6,000ポンド）

キャンセル
- 潜水艦×10 - U級（210万ポンド）

他にLST(3)型80隻を、40,00万ポンドで調達した。

### 第8次戦時計画
1944年度新造計画（New Construction Programme 1944）、1944年5月1日策定、建造費総額9,338万6,000ポンド
- 軽巡洋艦×5 - （1900万ポンド）
- 駆逐艦×22 - バトル級1944年型（後にデアリング級）×14、ウェポン級1944年型（後にガラント級）×8（2,152万ポンド）
- 潜水艦×20 - A級（870万ポンド）
- スループ×5 - （102万ポンド）
- 魚雷艇×32 - （97万6,000ポンド）
- 戦車揚陸艦×36 - （1,420万2,000ポンド）
- 戦車揚陸艇×180 - （1,384万6,000ポンド）
- 揚陸艇（火力支援または支援）×84 - （500万ポンド）
- 強襲揚陸艇×600 - （156万ポンド）
- 揚陸支援艇×60 - （36万ポンド）
- 揚陸艇（機械化）×250 - （125万ポンド）
- 各種小艦艇 - （595万2千ポンド）

本年度の計画においては、中断していたライオン級について、4隻の建造再開を検討している。特筆すべきは航空母艦ジブラルタルとアフリカのキャンセルで、ライオンとテメレーア建造再開に向けて工事能力確保のためであることが謳われている。

### 第9次戦時計画
1945年度新造計画（New Construction Programme 1945）、1945年6月29日策定、建造費総額3,699万2,000ポンド
- 試験艦×1 - （31万2,000ポンド）
- 護衛艦×4 - （270万ポンド）
- 測量艦×5 - （145万ポンド）
- 浮ドック（LST用）×2 - （95万ポンド）
- 浮ドック（巡洋艦用）×1 - （100万ポンド）
- 浮ドック（500t）×22 - （202万ポンド）
- 各種小艦艇 - （206万ポンド）

さらにこの年、ライオンとテメレーアに2,650万ポンドの予算がついた（内1945年拠出分は25万ポンド）。

## 顛末

### 総括
戦前
| 艦種             | 1936 | 1937 | 1938 | 1939 | 1940予定 | 合計      | 備考           |
| ---------------- | ---- | ---- | ---- | ---- | -------- | --------- | -------------- |
| 戦艦             | 2    | 3    | 2    | 2    | 2        | 9+2隻     |                |
| 巡洋戦艦         | -    | -    | -    | -    | 1        | 0+1隻     |                |
| 正規空母         | 2    | 2    | 1    | 1    | 1～2     | 6+1～2隻  |                |
| 軽巡洋艦（大型） | 2    | 5    | 4    | 2    | 7～9     | 13+4～5隻 |                |
| 軽巡洋艦（小型） | 5    | 2    | 3    | -    | 7～9     | 11+3～4隻 |                |
| 駆逐艦（大型）   | 9    | -    | -    | -    | -        | 9隻       |                |
| 駆逐艦（中型）   | 8    | 16   | -    | 16   | 16       | 40+16隻   |                |
| 潜水艦           | 8    | 7    | 3    | 4    | -        | 22隻      |                |
| スループ         | 2    | 3    | -    | 4    | 4        | 9+4隻     |                |
| 航空工作艦       | -    | -    | 1    | -    | -        | 1隻       | ユニコーン     |
| 高速敷設艦       | -    | -    | 3    | 1    | -        | 4隻       | アブディール級 |
| 護衛駆逐艦       | -    | -    | -    | 20   | 4        | 20+4隻    | ハント級       |

戦中
| 艦種             | 1939戦 | 1940 | 1940補 | 1941 | 1941補 | 1942 | 1942補 | 1943 | 1944 | 合計  | 備考         |
| ---------------- | ------ | ---- | ------ | ---- | ------ | ---- | ------ | ---- | ---- | ----- | ------------ |
| 巡洋戦艦         | -      | 1    | -      | -    | -      | -    | -      | -    | -    | 1隻   | ヴァンガード |
| 正規空母         | -      | -    | 1      | -    | -      | 2    | -      | 4    | -    | 7隻   | -            |
| 軽空母           | -      | -    | -      | -    | -      | 4    | 12     | 8    | -    | 24隻  | -            |
| 重巡洋艦         | -      | -    | 4      | -    | -      | -    | -      | -    | -    | 4隻   | -            |
| 軽巡洋艦（大型） | 2      | -    | -      | 3    | 3      | 6    | 4      | -    | 5    | 23隻  | -            |
| 軽巡洋艦（小型） | 6      | -    | -      | -    | -      | -    | -      | -    | -    | 6隻   | -            |
| モニター         | -      | 1    | -      | 1    | -      | -    | -      | -    | -    | 2隻   | -            |
| 高速敷設艦       | -      | -    | -      | 2    | -      | -    | -      | -    | -    | 2隻   | -            |
| 駆逐艦（大型）   | -      | -    | -      | -    | -      | 16   | -      | 26   | 14   | 56隻  | -            |
| 駆逐艦（中型）   | 16     | 16   | 16     | 40   | -      | 26   | -      | 17   | 8    | 139隻 | -            |
| 駆逐艦（徴発）   | 6      | -    | -      | -    | -      | 2    | -      | -    | -    | 8隻   | -            |
| 護衛駆逐艦       | 36     | 30   | -      | -    | -      | -    | -      | -    | -    | 66隻  | -            |
| スループ         | -      | 4    | 16     | 14   | -      | 2    | -      | -    | 2    | 38隻  | -            |
| SGB              | -      | -    | 50     | -    | -      | 10   | -      | -    | -    | 60隻  | -            |
| 潜水艦           | 7      | -    | 9      | 17   | -      | 16   | -      | -    | -    | 49隻  | T級          |
| 潜水艦           | 5      | 6    | 7      | 23   | -      | 13   | -      | 4    | -    | 58隻  | S級          |
| 潜水艦           | 12     | 10   | 12     | 20   | -      | 24   | -      | 10   | -    | 88隻  | U級          |
| 潜水艦           | -      | -    | -      | -    | -      | -    | -      | 36   | 20   | 56隻  | A級          |
| 潜水艦           | -      | -    | 3      | 6    | -      | -    | -      | -    | -    | 9隻   | 他           |
| 護衛艦           | 60     | 30   | 3      | 21   | -      | 6    | -      | -    | -    | 120隻 | フラワー級   |
| 護衛艦           | -      | -    | 27     | 29   | -      | 15   | -      | -    | -    | 71隻  | リバー級     |
| 護衛艦           | -      | -    | -      | 1    | -      | -    | -      | 86   | -    | 87隻  | キャッスル級 |
| 護衛艦           | -      | -    | -      | -    | -      | 6    | -      | 113  | -    | 119隻 | ロック級     |

### 戦艦
戦前、無条約時代突入と同時に新戦艦の量産に着手し、第一陣『キング・ジョージ5世』級5隻を1936-37年度の二カ年にて建造。続く第二陣『ライオン』級1、2番艦を起工したところで大戦が勃発した。このため起工済両艦は建造1年中断、未起工2艦は起工1年繰り延べの措置がさしあたり執られたが、イギリス海軍は戦艦の建造を諦めたわけではなかった。
1940年、まず戦時急造として既存の15インチ砲を流用した『ヴァンガード』を起工し、同時に今後3年間の建艦構想が提示される。この中では既存のライオン級1、2番艦建造続行と共に、毎年2隻のライオン級戦艦、4隻（1940年2隻、41、42年各1隻）のヴァンガード級「巡洋戦艦」にて4隻のR級を代替と、都合10隻の新造計画が盛り込まれた。この計画が実現すると、1946年時点のイギリス海軍は
ネルソン級×2
大改装済クイーン・エリザベス級×3
キング・ジョージ5世級×5
ライオン級×8
ヴァンガード級×5
フッド
レパルス、リナウン
の計26隻の戦艦群に、二線級としてクイーン・エリザベス級×2を加えた戦艦28隻体制を実現せんとするものだった。
この雄大な構想は史実が示す通り、航空母艦や多数の小艦艇に置き換えられ画餅に帰したのだが、その中でも起工済『ライオン』『テメレーア』両艦の完成には最後までこだわり続けた。戦争中、戦訓による改設計を経ながらも再開の時を待っていた両艦について、1944年、ついにイギリスはすでに決定していた航空母艦建造計画の中から、最大の『ジブラルタル』級について、4隻中2隻をライオン級建造能力確保のためキャンセルする決定を下した。さらに1945年、1952年までの完成を目指し、両艦に建造予算がつき、再開の動きが具体化したのである。1945年時点の設計案では基準排水量は5万9,100トンにまで拡大し、もはや完全に別物となっていた。
1945年5月、戦後の艦隊編成についての基本構想がまとめられた。その中では
現役艦隊
戦艦4隻、艦隊用空母4隻、その他空母10隻、巡洋艦32隻、駆逐艦64隻、護衛艦艇60隻、潜水艦45隻
予備役
戦艦6隻、艦隊用空母5隻、巡洋艦11隻、駆逐艦80隻、護衛艦艇160隻、高速敷設艦3隻、モニター2隻、潜水艦40隻
を保有することが謳われた。戦艦10隻にはキング・ジョージ5世級4隻とライオン級2隻が含まれており、さらに2～4隻の戦艦新造をも見込んでいた。このプランでは大型（7万トン級、16インチ砲3連装3基9門）とより建造容易な中型（4万5千トン、16インチ砲3連装2基6門前部集中）の2案を中心に検討されていたようである。他に15インチ4連装砲2基等の試案も存在した。
これらの計画は終戦直前の政権交代や戦後の財政難等の諸理由によって最終的に放棄されたが、大戦前後を通じてこれほど戦艦新造に固執したのはイギリス海軍のみ、他を見渡しても後にスターリンの旧ソビエト海軍くらいしか例がなかった。

### 航空母艦
大戦中の主力となったのは、戦前から計画されてきた6隻のイラストリアス級である。イギリス海軍は艦隊型空母を事実上この6隻だけで世界大戦を乗り切った。とはいえ増勢に執心なかったわけではなく、1940年のオーディシャス級空母イリジスティブル（後にアーク・ロイヤル）を皮切りに、1942年にオーディシャス級空母2隻とコロッサス級軽空母16隻（内6隻、マジェスティック級に変更）、1943年にオーディシャス級1隻（後にジブラルタル級に変更）＋ジブラルタル級空母3隻とハーミーズ級軽空母8隻の予算を成立させ、一挙に増強を図った。
1944年以降は新規の計画がなく、ジブラルタル級2隻のキャンセル等むしろ計画規模を縮小する方向に推移している。戦後の編成構想においては、イラストリアス級6隻は全て予備役に回る構想で、前期艦では搭載機数の過少、後期艦では大型機運用の不便といった諸問題によって同級を一線に留めおけず、オーディシャス級とジブラルタル級に任せる予定だった。またその他の空母10隻はハーミーズ級が主力で、急造のため運用寿命の短いコロッサス級は構想から外れていた。
護衛空母
イギリス海軍は鹵獲船の改装で初の護衛空母『オーダシティ』を完成させ、船団護衛での有効性を実証したことで当艦種への需要が急速に高まった。しかし自国の造船余力では増強を図るに足りず、大戦中わずか6隻を就役させたに留まる。その不足分はレンドリース法に基づくアメリカからの貸与が補い、3級39隻の大陣容を整えることができた。

### 巡洋艦
一般には、無条約時代以降のイギリスは重巡洋艦に興味を示さなかったと言われるが、計画案にある通りこれは誤解である。実際にはロンドン条約締結時点までに集中建造された重巡群は艦齢が若く、第一次世界大戦前後に就役した大量の軽巡洋艦の更新がより喫緊だっただけのことで、重巡の建造は44～45年頃より再開の予定だった。この事情は同時期に5500トン型軽巡洋艦を量産し、一斉に更新期を迎えた日本海軍と軌を一にしている。戦中には一旦承認された軽巡洋艦をキャンセルし、当時の巡洋艦としては最大級の1万6千トン級重巡洋艦4隻を計画したことからもそれはうかがえる。
実際の推移は巡洋艦100隻体制を目標とし、計画当初は年7隻という平時としてはハイペースの建造を開戦まで行っていた。内訳は第二次ロンドン条約の制限を受けた8千トン級「大型」軽巡と、世界に先駆けて実現させた新艦種「防空巡洋艦」がほぼ半々である。
前者については、前サウサンプトン級と同等の攻防力を、条約制限により2千トン余り小さな船体に押し込めた無理のある設計で、後に対空兵装増備の要求もあり主砲塔1基を撤去する結果となった。後続艦級についてもほぼ同性能のままで船体を順次拡大する設計となっている。
防空巡洋艦は旧式艦の改装から着想された新艦種であるが、肝心の主砲が対空向きとは言えず、トップヘビー気味の設計でもあり第二グループでは改善が図られた。巡洋艦として高性能とは言い難いが、最低限の装甲や司令部施設を備えた汎用小型艦として重宝された。
各国で建造・構想された大型巡洋艦については上述の通りイギリスは興味を示さず、より強力な（しかも安価な）高速戦艦の構想を推し進めていた（より正確に言えば、2万2千トン級の9.2インチ砲艦が俎上に上がったことはあるが、早い段階でヴァンガード原案に取って代わられた）。